# Reinickella
Reinickella es un género de arañas cangrejo de la familia Thomisidae. Contiene una sola especie, Reinickella xysticoides. La especie fue descrita por el alemán Friedrich Dahl en 1907.
Aparece registrado en una sección de la publicación Mitteilungen aus dem Zoologischen Museum in Berlin, 3.

## Distribución
Se distribuye por Asia, en Indonesia.